# Olive (bande dessinée)
Pour les articles homonymes, voir Olive (homonymie).
Olive est une série de bande dessinée franco-belge créée en 2019 par Véro Cazot et Lucy Mazel dans le no 4260/4261 du journal Spirou.

## Synopsis
La série met en scène Olive, une jeune femme de dix-sept ans, qui pour échapper à son quotidien s'est créée un monde imaginaire dans sa tête. Un jour, sa vie réelle et imaginaire est perturbée par une double arrivée, celle de Charlie, une fille extravertie qui rejoint sa chambre au pensionnat et de Lenny un spationaute qui se pose dans son monde imaginaire.

## Personnages
- Olive, l’héroïne qui donne son nom à la série. Elle partage son temps entre sa vie dans le monde réel et le monde imaginaire qu'elle a créée.
- Charlie, la compagne de chambre d'Olive qui arrive au début du premier tome.
- Lenny, un mystérieux spationaute qui débarque un jour dans le monde imaginaire d'Olive.
- Noël, un canard ayant peur de l'eau, qui vit dans le monde intérieur d'Olive.
- Rose, un cétacé volant qui évolue dans le monde imaginaire.

## Historique
La scénariste Véro Cazot a écrit de nombreuses versions d'Olive. Dans les versions précédentes, Olive était une adulte avec ses problématiques d'adulte. Quelques années avant la création officielle de la série, elle redécouvre le journal Spirou, c'est une révélation et prend conscience qu'elle veut raconter les aventures d'Olive dans ce journal. Elle rend alors son personnage adolescente et change 90% des scènes d'origines. Son idée était de créer une adolescente solitaire et pleine d'imagination, c'est après qu'elle a ajouté des traits de caractère associés à l’autisme.
Éblouie par certaines séquences des albums Communardes ! et Edelweiss, elle contacte la dessinatrice Lucy Mazel, convaincue que cette dernière serait parfaite pour créer le monde poétique de la série. Lucy Mazel accepte le projet, emportée par l'écriture cinématographique et se projette immédiatement dans l'histoire et les personnages. Pour créer le monde intérieur d'Olive, Lucy Mazel a puisé son imagination dans les jeux vidéo de sa jeunesse, avec l'idée de créer un monde où elle aimerait elle-même se réfugier.
Le premier album sort en mars 2020, mais sa sortie est masquée par la pandémie de Covid-19, puisqu’il sort quelques jours avant le premier confinement de mars 2020 en France, qui voit le pays s'arrêter et les librairies fermer. Néanmoins celui-ci se retrouve dans la sélection officielle du Festival d'Angoulême 2021, dans la catégorie « jeunesse 12-16 ans ». En juin 2021, Olive est nommée aux Prix Eisner, décernés par des professionnels de la bande dessinée américaine et remis lors du festival Comic-Con de San Diego.

## Style

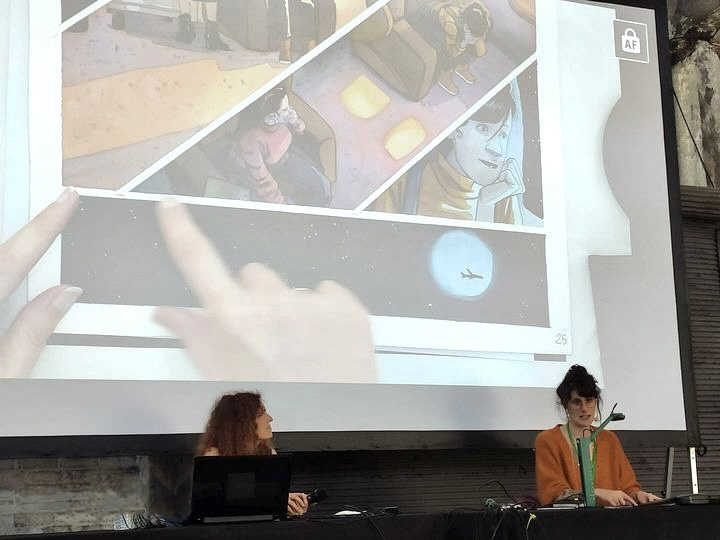
Les autrices de la série de Olive, Vero Cazot (à gauche) et Lucy Mazel (à droite), pendant une conférence durant les Rendez-vous de la bande dessinée d'Amiens 2021.

Avec la série Olive, Lucy Mazel améliore sa technique de mise en couleurs par rapport à ses deux albums précédents. Elle pose directement l’aquarelle sur le crayonné, puis encre par-dessus au stylo à bille. Elle ajoute enfin des touches de gouaches pour réhausser ses couleurs. Cette technique lui permet de ne plus utiliser Photoshop.

## Publication

### Albums
- 1 Une lune bleue dans la tête, Dupuis, 2020
Scénario : Véro Cazot - Dessin et couleurs : Lucy Mazel -  (ISBN 978-2-8001-7498-3)[6]
- 2 Allô la Terre ?, Dupuis, 2021
Scénario : Véro Cazot - Dessin et couleurs : Lucy Mazel -  (ISBN 9791034739462)[7]
- 3 Sur les traces du Nerpa, Dupuis, 2021
Scénario : Véro Cazot - Dessin et couleurs : Lucy Mazel -  (ISBN 9791034751266)
- 4 Retour sur Terre, Dupuis, 2023
Scénario : Véro Cazot - Dessin et couleurs : Lucy Mazel - (ISBN 979-1-0347-5436-6)
- Intégrale De la lune à la terre, Dupuis, 2024
Scénario : Véro Cazot - Dessin et couleurs : Lucy Mazel - (ISBN 978-2-8085-0505-5)[8]

### Périodiques
- Une lune bleue dans la tête du no 4260/4261 au no 4267 du journal Spirou[9].
- Allô la Terre ? du no 4286 au no 4293 du journal Spirou[9].
- Couverture des numéros 4264 et 4286 du journal Spirou[9].

## Réception
La sortie du second album en février 2021, est l'occasion pour la presse généraliste et spécialisé de s'emparer de la série. Elle bénéficie d'une couverture critique très positive. Ainsi France Info, invite à découvrir cette bande dessinée « loin des clichés sur l'autisme, avec un scénario subtil magnifiquement illustré par le graphisme expressif et coloré de Lucy Mazel ». Pour Actua BD, les deux premiers albums d'Olive « forment un diptyque des plus intéressants qui permet déjà d’avoir une aventure complète », mais aussi des dessins « magnifiques et poétiques. Notamment grâce à sa sublime mise en couleurs à l’aquarelle et des personnages toujours aussi recherchées ». C'est aussi l'occasion pour le site de publier une longue interview de la dessinatrice Lucy Mazel où celle-ci souligne notamment qu'Olive « parle de personnes différentes qui ne sont jamais mises en avant ». Pour Auracan, avec ce deuxième tome « les autrices nous font passer de l'onirique merveilleux aux difficultés rencontrées par la jeune fille dans le monde réel avec un beau sens de l'équilibre et l'héroïne et sa manière d'appréhender les choses deviennent de plus en plus touchantes. », alors que le graphisme, « très doux, peut aussi se montrer vraiment spectaculaire et certaines de ses cases frisent le tableau de peinture symboliste ou surréaliste. ».

## Récompenses
- Nomination dans la catégorie « jeunesse 12-16 ans » du Festival d'Angoulême 2021.
- Nomination aux prix de la BD France Bleu / ActuaBD 2021.
- Nomination dans la catégorie « Best Digital Comic » du Prix Eisner 2021.